# Gomastapur
Gomastapur är ett underdistrikt i Bangladesh. Det ligger i den nordvästra delen av landet, 240 km nordväst om huvudstaden Dhaka.
Trakten runt Gomastapur består till största delen av jordbruksmark. Runt Gomastapur är det tätbefolkat, med 881 invånare per kvadratkilometer.